# 單鰭頰棘鮋
單鰭頰棘鮋（学名：Caracanthus unipinna），又名光體頭棘鮋、虎魚，为輻鰭魚綱鮋形目鮋亞目頰棘鮋科頭棘鮋屬下的一个种，為熱帶海水魚，分布於印度太平洋區，從東非至土阿莫土群島，北起琉球群島，南迄澳洲大堡礁海域，體長可達5公分，棲息在礁石區，生活習性不明。